# Roszków Raciborski
Roszków Raciborski – przystanek kolejowy położony we wsi Roszków, w powiecie raciborskim, w województwie śląskim.

## Ruch pasażerski
| Rok  | Wymiana pasażerska na dobę |
| ---- | -------------------------- |
| 2017 | 0-9                        |
| 2022 | 20-49                      |